# Фен Ба
Фен Ба (кит. трад.: 馮跋; піньїнь: Feng Ba; пом. 430) — другий імператор Північної Янь періоду Шістнадцяти держав.

## Правління
Став імператором після смерті Ґао Юня, якого він підтримував 407 року під час повстання проти правителя Пізньої Янь Мужун Сі. За правління Фен Ба Північна Янь зберегла свою територіальну цілісність, однак її території й не збільшились. Історичні джерела вважають, що він мав понад сотню синів, але всіх їх 430 року стратив Фен Хун, брат і спадкоємець Фен Ба.

## Девіз правління
- Тайпін (太平) 409-430